# Kleine egeltenrek
De kleine egeltenrek (Echinops telfairi) is een zoogdier uit de familie tenreks dat alleen voorkomt op Madagaskar. Het is de enige soort in het geslacht Echinops. De wetenschappelijke naam van de soort werd voor het eerst geldig gepubliceerd door William Charles Linnaeus Martin in 1838.

## Beschrijving
De kleine egeltenrek is geen egel, ook al lijkt hij er wel op. Dit komt door zijn stekelig rugpantser en zijn vermogen om zichzelf op te rollen tot een bol. Hij eet voornamelijk insecten.

## Voorkomen
De soort is endemisch in het doornstruweel van Madagaskar, de zuidelijkste ecoregio van Madagaskar. Zijn natuurlijke leefgebieden zijn regenwouden, savannes en grasland.

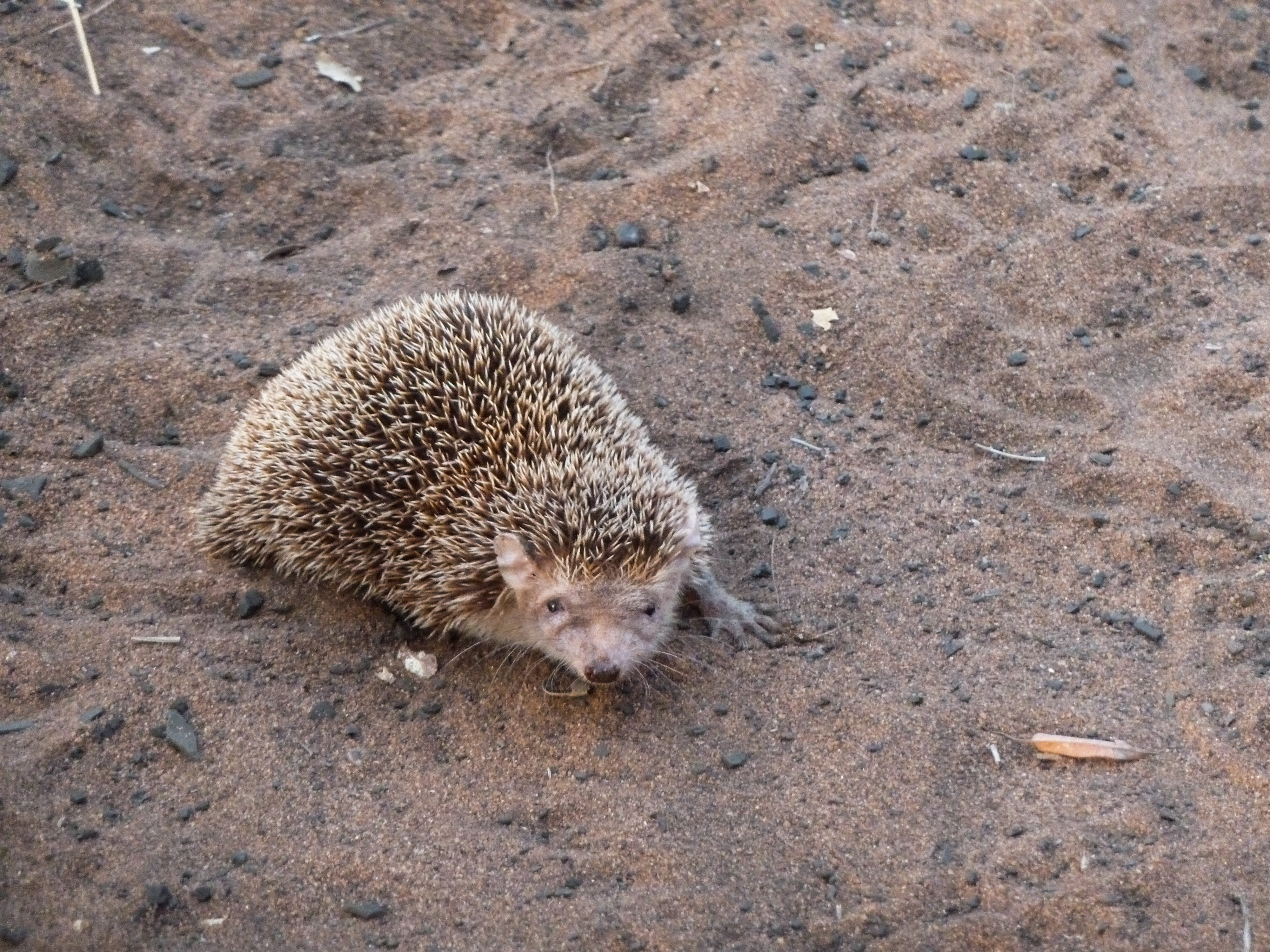
Kleine egeltenrek in het Renialareservaat nabij Ifaty in Zuidwest-Madagaskar
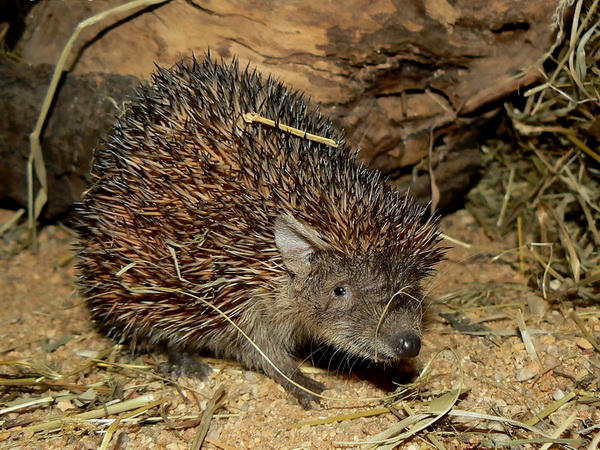
Kleine egeltenrek in de Zoo Pilsen in Tsjechië